# Gare d’Heilles-Mouchy
Gare d’Heilles-Mouchy vasútállomás Franciaországban, Heilles településen.

## Vasútvonalak
Az állomást az alábbi vasútvonalak érintik:
- Creil-Beauvais-vasútvonal

## Kapcsolódó állomások
A vasútállomáshoz az alábbi állomások vannak a legközelebb:
- Gare de Mouy - Bury
- Gare d’Hermes - Berthecourt